# Antorcha Campesina, Baja California
Antorcha Campesina är en ort i Mexiko.   Den ligger i kommunen Tijuana och delstaten Baja California, i den nordvästra delen av landet, 2 300 km nordväst om huvudstaden Mexico City. Antorcha Campesina ligger 153 meter över havet och antalet invånare är 480.
Terrängen runt Antorcha Campesina är kuperad åt nordost, men åt sydväst är den platt. Havet är nära Antorcha Campesina västerut. Runt Antorcha Campesina är det tätbefolkat, med 913 invånare per kvadratkilometer. Närmaste större samhälle är Tijuana, 8,5 km öster om Antorcha Campesina. Omgivningarna runt Antorcha Campesina är i huvudsak ett öppet busklandskap.